# شي تاو
كان شي تاو (بالإنجليزية: Shi Tao) ((بالصينية المبسطة: 石涛؛ بالصينية التقليدية: 石濤؛ البينيين: Shí Tāo؛ ويد–جيلز: Shih T'ao)); (في الفترة من 1642 حتى 1707), المولود في تشو روجي (朱若極) رسامًا صينيًا للمناظر الطبيعية وشاعرا عاش في أثناء الفترات الأولى من حكم أسرة كنج (من 1644 إلى 1911).
وُلد شي تاو في بلدة تشيوانتشو في مقاطعة قوانغشى وهو ينتمي إلى مينج الملكية. تمكن بصعوبة من اجتياز النكبة التي حلت في عام 1644 عندما وقعت أسرة مينج ضحية احتلال المنشوريين إضافة إلى التمرد الشعبي. وبعد أن فر بالصدفة من القدر الذي كانت سلالته الملكية ستتسبب فيه، غير شي تاو من اسمه ليصبح وانغي شي تاو (Yuanji Shi Tao) قرابة عام 1651 عندما حول مسار حياته ليصبح راهبًا بوذيًا.
انتقل تاو من ووشانغ، التي بدأ يتلقى تعليمه الديني فيها إلى مقاطعة أنهوي في ستينيات القرن السابع عشر. وفي فترة الثمانينيات من القرن السابع عشر، عاش تاو في نانجينغ ويانغتشو، ثم انتقل في عام 1690 إلى بكين حتى يجد الدعم والرعاية لترقيته في الرهبانية. وبعد أن أصيب باليأس والإحباط لعدم العثور على من يرعاه، تحول شي تاو إلى العقيدة الطاوية في عام 1693 وعاد إلى يانغتشو التي ظل مقيمًا بها حتى وفاته في عام 1707.

## الأسماء

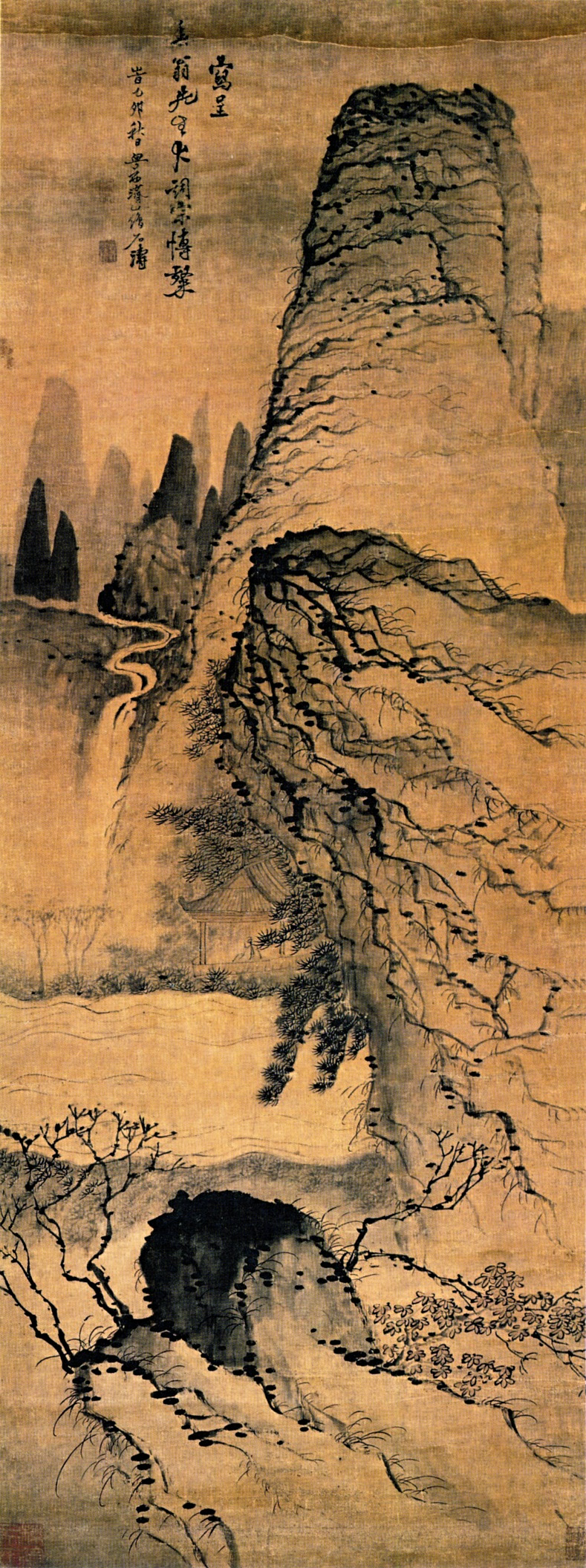
لوحة شجر الصنوبر قرب النبع, 1675, من المجموعة المعروضة في متحف شانغهاي

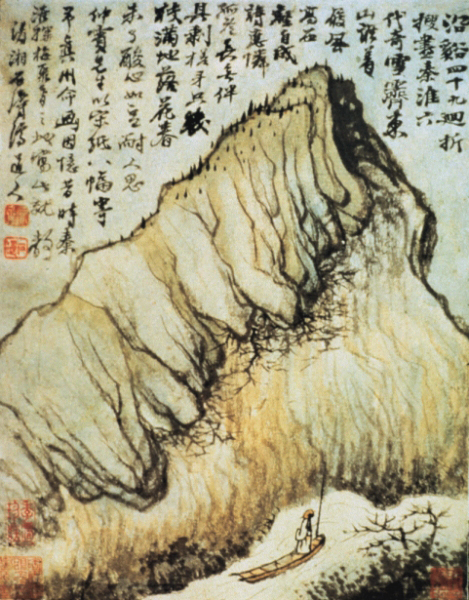
لوحة شين تاو ذكريات من كين-هواي، متحف كليفلاند للفنون

استخدم شي تاو ما يربو عن 20 اسما مستعارا على مدار حياته.
ومن بين الأسماء الأكثر استخدامًا شي تاو (أي موجة الأحجار - 石涛), كو جوا هيشانغ (أي راهب اليقطين المر -苦瓜和尚), يوان جي (أي أصل العبودية - 原濟), شيا شون جي (أي الرجل الأعمى الشريف - 瞎尊者، الأعمى عن ملذات الحياة)، دا ديجي (الرجل النقي (أو) الرجل الطاهر - 大滌子.
ومع تحوله إلى البوذية، عرف بالاسم الذي يدل على الرهبنة يوان جي (原濟)
واتخذ شيتاو اسم دا ديجي عندما ترك البوذية واتجه إلى الطاوية. وكان هذا أيضًا هو الاسم الذي أطلقه على منزله في يانغتشو (دار دا دي - 大滌堂)

## الفنون
يعد شي تاو أحد أشهر الفنانين ذوي النزعة الفردية في بدايات أسرة كينج. ابتكر تاو أسلوبًا فنيًا مبتكرًا وثوريًا في تجاوزه للأساليب والأنماط المتحفظة والتقليدية التي كانت تعترف بالجماليات التقليدية. وكان التقليد يُشجع مقارنة بالابتكار، وعلى الرغم من تأثر شي تاو بأسلافه (مثل ني زان Ni Zan ولي يونج)، فإن الفن الخاص به تعدى حدود هؤلاء الفنانين في شتى النواحي والأساليب.
وتتضمن إبداعاته التصويرية جذب الانتباه إلى فن الرسم نفسه من خلال استخدامه الجريء للدهانات والعلامات التي تتركها فرشاة الرسم إلى جانب اهتمامه بالمنظور الذاتي وتوظيفه للفراغات السلبية أو البيضاء لعكس الأبعاد والمسافات. ومن الصعوبة بمكان أن يتم تصنيف إبداعات شي تاو في إطار العصر الذي لمع به. وفي أحد إصدارات كولوفون التي يرجع تاريخها إلى 1686, قال شي توان: "توجد مدرستان في فن الرسم هما المدرسة الجنوبية والمدرسة الشمالية، وفي علم الخط، هناك منهجان؛ منهج (وانج هيشي ومنهج ابنه وانج هينشي). وذكر زهانج رونج (Zhang Rong) (من 443 إلى 497) ذات مرة "إنني غير نادم على أنني لم أتبع منهجيْ وانج الأب والابن، ولكن لأنهما لم يتبعا المناهج التي اتبعتها." فإذا تساءل أحد عما إذا كنت [شي تاو] أتبع المدرسة الجنوبية أو الشمالية أم أنهما يتبعانني، سأضحك بأعلى صوتي وأقول "أنا أتبع أسلوبي أنا ولن أحيد عنه!"
تتميز القصائد الشعرية والخطوط المقترنة بالمناظر الطبيعية في لوحاته بالروعة والجرأة والحيوية التي تضاهي اللوحات نفسها. وتعكس رسوماته التناقضات والتوترات التي تجول في نفس الأديب أو الفنان الهاوي، كما جرى تفسيرها بأنها تمثل انتهاكات لقداسة الفنون التاريخية.
وتعد لوحة «10000 بقعة حبر قبيحة» نموذجًا صريحًا يعكس مبادئ شين تاو المدمرة والساخرة. إذ يمثل هذا العمل الفريد اللاستيعابي تحديا صارخًا ضد كل معايير الجمال المعترف بها. في هذا المنظر الطبيعي المرسوم بدقة بالغة والذي يحاكي أعمال طرطشة جاكسون بولوك، يضطر المشاهد أن يدرك أن الرسم ليس شفافًا أو واضحًا (أو مباشرًا بحسب المصطلحات الإعلامية الحالية) بالصورة التي قد توحي بها في البداية. وتأخذ بقع الحبر بعدًا جماليًا مجردًا فقط لأنها سميت «قبيحة».
«لوحة ذكريات من كين-هواي» تعد إحدى التحف والإبداعات الفنية التي ابتكرها شين تاو. مثل العديد من اللوحات التي تنتمي إلى حقبة أواخر عصر أسرة مينج وأوائل عصر أسرة كينج، تتعلق هذه اللوحة بمكانة الإنسان في الطبيعة. وللوهلة الأولى، تبدو القمة كثيفة الصخور في هذه اللوحة مشوهة. ولكن ما يجعل هذه اللوحة فريدة من نوعها هو أنها تصور الجبل وكأنه ينحني. ويقف راهب في هدوء على قارب يطفو على نهر كوين-هواي، محدقًا بإعجاب في هذا العملاق الصخري الذي يبدو وكأنه يجثو على ركبته. وتعكس هذه اللوحة سمة الاحترام المتبادل التي تغلف العلاقة بين الإنسان والطبيعة بأسلوب راقٍ وحافل بانطباعات الواقع الخيالي أو الواقع السحري، بل يصل إلى حد يلامس اللامعقول. قام شي تاو بزيارة النهر بنفسه والمنطقة المحيطة به في ثمانينيات القرن السابع عشر، ولكن لا يُعرف تحديدًا ما إذا كان الألبوم الذي يتضمن هذه اللوحة يصور أماكن بعينها. إن التصوير في حد ذاته هو الوسيلة الوحيدة التي يمكن أن تعكس الشعور بالاحترام المتبادل الذي يسعى شي تاو لتوصيله للمشاهد؛ إذ أن موضوع تشخيص الجبل في حد ذاته يعد أبسط من أي وسيلة تصويرية أخرى.

## الحواشي
1. ↑  Hay 2001، صفحات 1, 84
2. ↑  Coleman 1978، صفحات 127
3. ↑  China: five thousand years of history and civilization. Hong Kong: City University of Hong Kong Press. 2007. ص. 761. ISBN:[[Special:BookSources/978-962-03-7140-1 |978-962-03-7140-1 [[تصنيف:مقالات ذات أرقام كتب دولية غير صالحة]]]]. مؤرشف من الأصل في 2013-06-19. {{استشهاد بكتاب}}: تأكد من صحة |isbn= القيمة: حرف غير صالح (مساعدة)
4. ↑  Hay 2001، صفحات 243, 250

## وصلات خارجية
- شي تاو على موقع الموسوعة البريطانية (الإنجليزية)

- Several Paintings نسخة محفوظة 3 مارس 2016 على موقع واي باك مشين.
- Works نسخة محفوظة 25 فبراير 2021 على موقع واي باك مشين.